# 東北百貨店協会
東北百貨店協会（とうほくひゃっかてんきょうかい）は、かつて存在した日本百貨店協会の地区協会。東北地区の百貨店が加盟していた業界団体（任意団体）で、日本百貨店協会を上位団体としていた。
東北地方の百貨店業の健全な発達を図り、もって消費者の利益に寄与することを目的としていた。

## 概要
かつて日本百貨店協会には、地区ブロックごとの「地区協会」と、戦前に六大都市と呼ばれた都市（東京、横浜、名古屋、京都、大阪、神戸）ごとに「都市百貨店協会」があった。しかし加盟店数の減少などから、運営の無駄を省くため時間をかけて統合が進められ、2010年（平成22年）に7地区協会を統合して地方分会とした。各地区協会事務所は閉鎖され、運営は日本百貨店協会本部に一元化されている。

## 加盟百貨店
日本百貨店協会に加盟する店舗と、同協会の加盟基準に満たない店舗の両方が加盟していた。

### 日本百貨店協会加盟店

#### 青森県
- さくら野百貨店
  - 青森店（青森市）
  - 弘前店（弘前市）
  - 八戸店（八戸市）
- やまき 三春屋（八戸市）

#### 岩手県
- 川徳
  - パルクアベニューカワトク（盛岡市）
  - アネックスカワトク（盛岡市）
- さくら野百貨店 北上店（北上市）

#### 宮城県
- 藤崎（仙台市）
- 仙台三越（仙台市）

#### 秋田県
- そごう・西武 西武秋田店（秋田市、旧・本金西武）
- タカヤナギ（大仙市） - スーパーマーケット業態が主体の企業だが、旗艦店であるイーストモールが百貨店業態を採っていたことから加盟に至った珍しい事例。

#### 福島県
- うすい百貨店（郡山市）

#### 法人会員
※上記店舗とは別に法人単独で加盟
- さくら野百貨店株式会社 本社（青森市）

### 資格停止
- 中三
  - 青森店（青森市）
  - 弘前店（弘前市）

## 過去の加盟百貨店
★は、日本百貨店協会にも加盟していた店舗。

### 青森県
- ★株式会社中三 五所川原本店（五所川原市）
もともと五所川原のデパートとして発展してきた中三だったが、競争激化による売り上げ不振や店舗老朽化などにより2006年に閉店した。

### 岩手県
- 中三
  - ★二戸店（二戸市）
  - ★盛岡店（盛岡市）
- ★丸光（現さくら野） 釜石店（釜石市）
- ★マルカン百貨店（花巻市）

### 宮城県
- ★丸光（現さくら野） 気仙沼店（気仙沼市）
- ★さくら野東北 石巻店（石巻市）
- ★西武百貨店 ams仙台（仙台市、旧・緑屋）
- ★エマルシェ さくら野仙台店（仙台市）

### 秋田県
- ★木内（秋田市）
1990年に脱退、規模縮小しながらも営業を継続している。
- ★正札竹村（大館市）
2001年7月倒産により閉店。
- ★中三 秋田店（秋田市）

### 山形県
- 大沼
  - ★本店（山形市）
  - ★酒田店（酒田市）
  - ★米沢店（米沢市）
- ★ダックビブレ（現さくら野） 山形店（山形市）
- ★山形松坂屋（山形市）
- 中合 十字屋山形店（山形市）

### 福島県
- ★さくら野百貨店 福島店（福島市）
- ★丸光（現さくら野） 郡山店（郡山市）
- ★大黒屋（いわき市）
破産により消滅。営業していた頃は、店名のご利益もあってか、ジャンボ宝くじの1等当選がよく出る宝くじ売場がある百貨店として知られていた。
- 中合
  - ★福島店（福島市）
  - ★会津店（会津若松市）